# Perizoma fulvimacula
Perizoma fulvimacula är en fjärilsart som beskrevs av George Francis Hampson 1896. Perizoma fulvimacula ingår i släktet Perizoma och familjen mätare. Inga underarter finns listade i Catalogue of Life.